# Twin Hills
Twin Hills ist ein Census-designated place der Yup'ik (einer Untergruppe der Eskimos) im Dillingham Census Area von Alaska. Der Ort liegt an der Togiak Bay im Togiak National Wildlife Refuge. Nach der Volkszählung 2000 lebten dort 69 Personen.

## Geographie
Twin Hills liegt an der Mündung des Twin Hills River, einem Nebenfluss des Togiak River. 

## Geschichte
Twin Hills wurde 1965 gegründet durch Familien, die wegen der wiederkehrenden Überflutungen von Togiak wegzogen. Die Einwohner haben starke kulturelle Bindungen zur Yukon-Kuskokwim Region. Ihre Vorfahren waren von dort wegen der Grippeepidemie von 1918 bis 1919 nach Togiak gezogen. Das 1972 erbaute Schulgebäude brannte 1976 ab, im Jahr 1978 wurde eine neue Schule gebaut. 1977 wurde ein Postamt eröffnet.

## Verkehr
Twin Hills ist aus der Luft und über das Wasser erreichbar. 1974 nahm der Twin Hills Airport seinen Betrieb auf. Autos, Quads und Schneemobile sind die gebräuchlichen lokalen Transportmittel. 